# Archivio storico di Marciana
L'archivio storico di Marciana conserva un ricco patrimonio documentario relativo al paese di Marciana e del suo territorio (comprendente sino alla seconda metà del XIX secolo tutta la porzione occidentale dell'isola d'Elba) a partire dal XVI secolo.
Si trova nel centro storico di Marciana, accanto al Museo archeologico di Marciana e all'interno dell'antico Palazzo del Pretorio.
I fondi si articolano in tre sezioni:
- Archivio preunitario (1557-1865)
- Archivio postunitario (1865-1924)
- Tribunali di Marciana e Campo (1564-1838)

## Storia
Il primo moderno inventario dell'Archivio storico di Marciana venne redatto nel 1968 da Bruno Casini, direttore dell'Archivio di Stato di Pisa; una successiva trascrizione aggiornata venne eseguita negli anni 2006 e 2007 da Gloria Peria e Girolama Cuffaro.

## Servizi
L'accesso all'archivio e la consultazione dei documenti è libera e gratuita ed è consentita anche a un pubblico non specialista.
L'archivio fornisce assistenza e consulenza scientifica per individuare i percorsi di ricerca, per la corretta consultazione degli strumenti di corredo tradizionali, fornendo indicazioni bibliografiche utili all'argomento di studio.